# Dimitrie Brândză
Dimitrie Brândză ( 1846 - 1895) fue un botánico rumano. Fue fundador del Jardín botánico de Bucarest que lleva en su honor su nombre.
Fue profesor en la Universidad Alexandru Ioan Cuza de Iaşi, y en la Universidad de Bucarest, y miembro de la Academia Rumana.
Fue inhumado en el Cementerio de Bellu.

## Honores

### Epónimos
- (Dipsacaceae) Knautia brandzai Porcius[1]
- (Onagraceae) Epilobium brandzai Porcius[2]

- La abreviatura «D.Brândză o D.Brandza» se emplea para indicar a Dimitrie Brândză como autoridad en la descripción y clasificación científica de los vegetales.[3]